# World Psychiatric Association
Die World Psychiatric Association (WPA) ist eine internationale Dachorganisation von 135 Verbänden aus Psychiatrie und Gesundheitswesen. Amtierende Präsidentin (2023 bis 2026) ist Danuta Wasserman (Polen/Schweden),  President Elect ist Thomas G. Schulze und amtierender Generalsekretär (Stand 2023) ist Saul Levin (Südafrika). 
Deutschsprachige Mitglieder der WPA sind die Deutsche Gesellschaft für Psychiatrie und Psychotherapie, Psychosomatik und Nervenheilkunde (DGPPN), die Österreichische Gesellschaft für Psychiatrie und Psychotherapie (ÖGPP) und die Schweizerische Gesellschaft für Psychiatrie und Psychotherapie (SGPP). Weltweit sind Gesellschaften aus 117 Ländern mit über 200.000 Psychiatern durch die WPA vertreten.

## Geschichte
Die WPA ging aus der von Henri Ey 1950 gegründeten Association mondiale de psychiatrie hervor. 1950 organisierte er zusammen mit Jean Delay den ersten Weltkongress der Psychiatrie in Paris, 1957 folgte der zweite in Zürich. Die formale Gründung der WPA 1961 führte zur breiteren internationalen Anerkennung.

## Aufgaben
Ziel der WPA ist die Schaffung einer internationalen professionellen Einheit von Fachleuten. Dazu vereinigt die WPA unter einem Dach Psychiater unterschiedlicher nationaler und kultureller Herkunft, unterschiedlicher Schulen, verschiedener Interessensbereiche und ideologischer Richtungen. 
Eine weitere Aufgabe ist, das Wissen über psychisch erkrankte Menschen zu erweitern und zu fördern, sowie für sie Obacht zu tragen. Die WPA organisiert regelmäßig im Abstand von einigen Jahren internationale Kongresse. Angestoßen durch Klagen über politischen Missbrauch der Psychiatrie, formulierte die WPA 1977 ethische Richtlinien für psychiatrische Behandlungen. Seit Beginn der 1990er Jahre widmete sich die WPA in Zusammenarbeit mit der Weltgesundheitsorganisation (WHO) verstärkt der psychiatrischen Ausbildung.
Die WPA ist Herausgeber der Zeitschrift World Psychiatry.

## Antistigmaprogramm „Open the doors“
Im August 1999 wurde auf dem 11. Psychiatrischen Weltkongress in Hamburg das Antistigmaprogramm „Open the Doors“ („Öffnet eure Türen“) gegründet. Dieses weltweite Programm soll dazu beitragen, Stigmatisierung und Diskriminierung von an Schizophrenie erkrankten Menschen abzubauen. Das Programm wird von verschiedenen Ländern auf folgenden Kontinenten umgesetzt: Afrika (Ägypten), Asien (China, Indien), Australien/Ozeanien (Australien, Neuseeland), Europa (Österreich, Deutschland, Griechenland, Italien, Spanien, Schweden und Großbritannien) und Nordamerika (Kanada).